# 6082 Timiryazev
6082 Timiryazev è un asteroide della fascia principale. Scoperto nel 1982, presenta un'orbita caratterizzata da un semiasse maggiore pari a 2,5466143 UA e da un'eccentricità di 0,1110566, inclinata di 5,39997° rispetto all'eclittica.